# Emmanuel Ake
Emmanuel Ake Richard Muttendango (også kendt som Ali Akida) (født i Mombasa den 11. juni 1980) er kenyansk fodboldspiller, der   som ganske ung kom  til dansk fodbold.
Han begyndte hos den daværende superligaklub AB under navnet Ali Akida. Han blev senere fyret hos AB fordi han havde brugt falsk identitet, og i virkeligheden hed Emmanuel Ake Richard Muttendango. Han fortsatte dog en karriere i dansk fodbold, over FC Nordsjælland, Ølstykke FC, Holbæk B&I og HIK. og ankom til den daværende 1. divisionsklub Herfølge i 2008. Med oprykningen i 2009 vendte Emmanuel Ake tilbage til Superligaen; i 2010-2011 spillede han som angriber for Lyngby Boldklub. I  slutningen af februar 2011 indgik Emmanuel Ake en amatørkontrakt med Næstved, og spiller derfor igen i 1. division. Han drog i efteråret 2012 videre til FC Djursland der spiller danmarksserie, da han flyttede dertil. 
Emmanuel Ake er nu træner i Aastrup/Hammelev IF. Emmanuel Ake har også en søn, som har spillet elitefodbold for blandt andet AB og HB Køge